# چکه‌سما
چَکهِ‌سِما یا چکه‌سماع یا لاک‌سری‌سما گونه‌ای از رقص‌های مازندرانی است که خاستگاه آن بیشتر استان مازندران می‌باشد.
این‌گونه از رقص رایج‌ترین گونه در مازندران است که اغلب در مراسم محلی و جشن‌ها برگزار می‌گردد. سازی که در این گونه از رقص نواخته می‌شود بیشتر لوازمی همچون دیگ، ماهیتابه و لگن می‌باشد. چکه‌سما را بیشتر رقصی زنانه می‌دانند ولی در بین مردان نیز به صورت پراکنده رواج دارد.

## خصوصیات
چکه‌سما رقصی تند محسوب می‌شود که با حرکات شدید در بدن و لرزش اندام که با دست زدن همراه شده انجام می‌شود. این رقص بیشتر به تنهایی یا با حضور دو نفر انجام می‌شود ولی در بعضی مواقع دسته جمعی نیز انجام می‌شود. در حالت رقص جمعی حرکات رقصنده‌ها با هم ارتباطی نداشته و منظم نخواهد بود.
گونه‌ای دیگر از چکه‌سما که با نام دستمال‌سما شناخته می‌شود نیز وجود دارد که تفاوت آن در این است که ابن رقص با دستمالی در دست انجام می‌شود.